# محسن سعيد حسين خضور
العميد الركن محسن سعيد حسين مواليد سوريا  ناحية السيسنية التابعة لمنطقة صافيتا في محافظة طرطوس على الساحل السوري. لقب بصقر الصحراء وأسد البادية نظرًا للمعارك التي خاضها في منطقة حمص وريفها ومنها معارك استرداد حقول: شاعر وحجار وجزل وتحرير كسب والقريتين ومهين ومستودعات مهين والسخنة وقرى حماة وإدلب ومحور التنف - تدمر - الساحل والبداية وقد شاركت قواته مع الضابط سهيل الحسن الملقب بالنمر بتحرير مورك وريف حماة الشمالي.

## سجله العسكري
عين نائباً لرئيس لفرع البادية وهو من أهم الأفرع الأمنية في سورية كون البادية منطقة مفتوحة مع الدول المجاورة، وكان هناك تعتيم إعلامي عليه بسبب حساسية شخصيته.[بحاجة لمصدر] حرر تدمر بثلاثة أيام ثم حرر منطقة السخنة ب90 عنصر ووصل حدود الأردن بمنطقة تدعى جبل الشيش.
حرر مورك بأقل من يوم ثم حرر حقل الشاعر أول مرة. أمر بالتوجه إلى دمشق فقد كان بانتظاره مهمة جديدة وعندما علم بعودة المسلحين[بحاجة لشرح] لحقل الشاعر عاد إليه واستمر في تحرير النقاط رغم أن مهمته به كانت منتهية حتى أصابته رصاصة قناص حيث كان واقفاً في المعركة يعطي الإحداثيات لعناصره.
يعتبر خضور من أبرز القيادات الميدانية العسكرية في الجيش السوري، ويعود له الفضل الأكبر بقيادة عملية تحرير جبال ريف اللاذقية الشمالي خصوصاً معركة المرصد “45” الذي سمي لاحقاً بـ “مرصد الشهداء” نسبة إلى العدد الكبير من ضحايا الجيش السوري وقوات الدفاع الوطني الذين قتلوا هناك. وشارك أيضاً بقيادة عملية في تلال مهمة في ريف اللاذقية كجبل النسر ونبع المر والنبعين والمرصد 714 و724 والتبة الحمراء وفي تحرير مدينة كسب من المسلحين، كما شارك في معارك استعادة مستودعات مهين في ريف حمص واستعادة مستودعات السين بالإضافة إلى مشاركة قواته في العمليات عسكرية في ريفي حماة ومورك.
أوكلت إليه مهمات قتالية ميدانية في منطقة البادية السورية ومن ضمنها ريف حمص الشرقي حيث قاد المعارك ضد تنظيم داعش خصوصاً في الأسابيع التي سبقت مقتله إلى جانب الضابط سهيل الحسن “النمر”.
أيضاً كان نائباً لرئيس فرع الاستخبارات العسكرية في البادية السورية في البادية بالإضافة إلى قيادته دورات “الصاعقة” التي تعتبر من أهم الدورات العسكرية للقوات السورية حيث كان من ضابط في مرتبات الحرس الجمهوري قبل انتقاله إلى الاستخبارات العسكرية إلى أن قاد أخيراً قوات “صقور الصحراء” حيث لقب بـ “أسد البادية” نظراً لما أنجزه في تدمر والريف الحمصي الشرقي.